# Тесная двойная система
Тесные двойные системы — разновидность двойных звёзд, в которых на тех или иных этапах своей эволюции входящие в неё компоненты могут обмениваться массой. Расстояние между звездами в тесной двойной системе сравнимо с размерами самих звёзд. Поэтому в таких системах возникают более сложные эффекты, чем просто притяжение: приливное искажение формы, прогрев излучением более яркого компаньона и т. д. Обмен веществом вносит существенные коррективы в ход звёздной эволюции, поэтому компоненты тесных двойных систем эволюционируют совсем не так, как обычные звёзды. Особенно интересны системы, в которых один из компонентов находится на завершающей стадии эволюции.

## Эволюция тесных двойных систем
В жизни каждой звезды существует этап, когда её размеры многократно увеличиваются — она становится гигантом или сверхгигантом. При этом внешние слои такой звезды могут попадать в сферу гравитационного влияния звезды-компаньона и перетекать на него. Про такую звезду говорят, что она заполняет свою полость Роша. В результате обмена массами масса звезды-донора уменьшается и поэтому изменяется её спектральный класс и ход эволюции в моменты, когда обмен веществом уже завершился.
Эволюция тесных двойных систем зависит от первоначальных масс компонентов и расстояния между ними. На иллюстрации в качестве примера приведён ход эволюции системы, в которой вспыхнет сверхновая типа Ia. Можно выделить несколько этапов:
1. Первоначально есть две звезды главной последовательности с массами менее 10 Msun. Компонент «B» чуть массивнее компонента «A».
2. Компонент «B» эволюционирует быстрее и, естественно, раньше становится красным гигантом.
3. Компонент «B» заполняет свою полость Роша. Начинается аккреция материи на компонент «A».
4. Звезда «B» потеряла часть массы, а звезда «A» приобрела, повысив свою температуру и ускорив свою эволюцию.
5. Звезда «B» стала белым карликом. Компонент «A» пока остаётся на главной последовательности.
6. Компонент «A» становится красным гигантом, начинается аккреция на белый карлик. Такая система может проявляться как карликовая новая, поляр или какой-либо другой тип катаклизмических переменных
7. Белый карлик набирает массу, приближаясь к чандрасекаровскому пределу.
8. Происходит коллапс белого карлика и взрыв сверхновой.
9. Компонент «B» полностью разрушился в результате взрыва сверхновой.

Точный ход эволюции тесных двойных систем зависит от многих параметров и требует знания внутренней структуры звёзд, составляющих такие системы, и происходящих в них процессов. Поэтому все возможные сценарии и их вариации, возможно, до конца ещё не изучены.

## Классы звёзд, являющихся тесными двойными системами
Системы, в которых одна из звёзд завершила свою эволюцию, став компактным объектом, представляют огромный интерес. Ввиду большой плотности компактных объектов они создают гравитационные поля с колоссальной плотностью энергии. Во время аккреции газа эта энергия высвобождается и испускается вместе с излучением. Такие системы обычно являются источниками жёсткого излучения и имеют светимость, в миллионы раз превосходящую светимость
Солнца.
С белыми карликами:
- Новые звезды
- Карликовые новые
- Поляры и промежуточные поляры

C нейтронными звёздами:
- Рентгеновские пульсары
- Барстеры

C нейтронными звёздами или чёрными дырами:
- Микроквазары